# H-E-B
H-E-B Grocery Company, LP er en amerikansk dagligvarekoncern med hovedkvarter i San Antonio, Texas. De har over 340 H-E-B supermarkeder i Texas og ca. 80 H-E-B supermarkeder i det nordøstlige Mexico. De driver 10 Central Market (økologisk og fin mad supermarkeder) i Texas. I 2019 havde de en omsætning på 31,2 mia. amerikanske dollar.
Virksomheden blev etableret i 1905 i Austin.